# La Membrolle-sur-Choisille

La Membrolle-sur-Choisille este o comună în departamentul Indre-et-Loire, Franța. În 1 ianuarie 2022 avea o populație de 3.270 de locuitori.